# Tramandaí
Tramandaí est une ville brésilienne de la mésorégion métropolitaine de Porto Alegre, capitale de l'État du Rio Grande do Sul, faisant partie de la microrégion d'Osório et située à 116 km à l'est de Porto Alegre. Elle se situe à une latitude de 30° 00′ 18″ sud et à une longitude de 50° 07′ 47″ ouest, à 2 m d'altitude. Sa population était estimée à 38 891 en 2007, pour une superficie de 144 km2. L'accès s'y fait par les RS-030 et RS-786.
Le nom de la ville vient du poissonneux rio Tramandaí autour duquel la commune a commencé à se développer à partir de 1725. Le nom du cours d'eau est soumis à trois hypothèse d'origine, toutes à partir du tupi-guarani. Une des traductions serait le "rio des méandres ; une seconde, le "rio rongeur" (il y avait dans l'endroit beaucoup de capybaras et de ragondins) ; enfin, un "lieu de pêche avec des filets".
Du fait de son sol sableux, Tramnadaí est relativement impropre à l'agriculture. Sa position au bord de l'Océan Atlantique sud lui a permis de développer une économie basée sur le tourisme, dont les premiers estivants arrivèrent après 1860. Les personnes résidaient dans des maisons de paille qui ne furent remplacées qu'en 1930 par des bâtisses de bois. En 1941, l'électricité fut installée, mais ne fonctionnait que jusqu'à 22h00. Ce furent les débuts d'une des plus fameuses stations balnéaires du Rio Grande do Sul.
Une activité agricole est cependant développée dans le district d'Estância Velha : on cultive là plusieurs types de légumes, de fruits, on y produit du miel, et s'y maintiennent de petits troupeaux d'ovins et de bovins. La zone rurale de Tramandaí est la plus grande productrice de pelouse de jardin de l'État.

## Villes voisines
- Imbé
- Osório
- Cidreira

## Personnalités
- Ruan Tressoldi (1999-), footballeur brésilien, est né à Tramandaí.